# Deltochilum trisignatum
Deltochilum trisignatum là một loài bọ cánh cứng trong họ Bọ hung (Scarabaeidae).